# Carla Perez
Carla Aparecida Perez Soares (Salvador, 16 de novembro de 1977) é uma cantora, apresentadora e ex-dançarina brasileira.
Ficou nacionalmente conhecida em 1995 como dançarina do grupo de pagode baiano É o Tchan!. Desde 2002 se apresenta anualmente no Carnaval de Salvador com o bloco infantil Algodão Doce.
Carla já ganhou oito vezes consecutivas o Troféu Dodô e Osmar, premiação baiana aos melhores blocos de carnaval. 

## Carreira

### É o Tchan
Aos quinze anos, Carla abdicou de seu baile de debutante para poder fazer um curso de manequim. Foi, porém, no ano de 1995, quando foi convidada para fazer parte do grupo musical Gera Samba, atual É o Tchan!, que Carla Perez começou a fazer sucesso, seus cabelos loiros, característica marcante da artista, a possibilitaram a ser conhecida nacionalmente como "loira do Tchan". 
Em 1996, posou nua, pela primeira vez, para a revista Playboy, na capa da edição de outubro, que vendeu 778 mil exemplares. Seria capa de duas outras edições: em abril de 1998 e em dezembro de 2000, além de um pôster em janeiro de 2001. Em 1998, colocou 220 ml de silicone nos seios.
Em 1998, deixou o grupo após ser agredida por Compadre Washington. Ele não teria gostado de vê-la jogar um bambolê para a plateia e colocou a perna para ela cair. Os dois se atracaram e só pararam de brigar com a intervenção dos seguranças da banda. Segundo Carla: "Jamais iria aceitar que ninguém e muito menos homem nenhum me agredisse. Eu saio hoje e vou na delegacia e presto queixa agora porque terminou de acontecer".

### Outros Trabalhos
No ano de 1998, Carla Perez estreou como atriz, no longa-metragem Cinderela Baiana, dirigido e escrito por Conrado Sanchez. Em Cinderela Baiana, é narrada a trajetória de Carla Perez, desde sua infância pobre até o sucesso. Este filme foi o primeiro de Lázaro Ramos e Lucci Ferreira, além de Alexandre Pires, então namorado de Carla. Em 1999, Carla atuou no filme Xuxa Requebra.
Carla trabalhou por quatro anos no SBT apresentando os programas Fantasia com Carla Perez e Canta e Dança, Minha Gente. Também participou do programa humorístico A Praça é Nossa, no mesmo canal.
Em 2004, Carla chegou a participar de uma turnê comemorativa de 10 anos do grupo de pagode baiano ao lado de seus colegas da época.
Desde o ano 2000, Carla comanda o bloco carnavalesco infantil Algodão Doce e desde então tem feito um trabalho consolidado para esse nicho. No ano de 2007, Carla Perez lançou seu terceiro CD infantil, Eletrokids, onde interpreta sucessos da música baiana.
De 2003 a 2008, Carla ancorou a cobertura carnavalesca da TV Bandeirantes, chamada de Band Folia. Neste período ela co-ancorava a cobertura como Otávio Mesquita e Otaviano Costa. Em 2008, Carla foi convidada para exercer a mesma função na RedeTV!.
Entre 2012 e 2017 apresentou um programa infantil, o Clube da Alegria, na TV Aratu (afiliada do SBT na Bahia).

## Vida pessoal
Entre 1999 a 2000, namorou o cantor Alexandre Pires, que traiu Simony para ficar com Carla.
Em maio de 2000, começou a namorar o cantor Xanddy, vocalista do Harmonia do Samba. Em 25 de outubro de 2001, acontece o casamento dos dois no complexo de resorts Costa do Sauipe, na Bahia, tendo entre os convidados Ivete Sangalo, Xuxa e Scheila Carvalho. Em 23 de dezembro do mesmo ano nasce sua primeira filha, Camilly Victória, tendo como padrinhos Xuxa e Gugu Liberato. Em 20 de dezembro de 2003 nasce seu segundo filho, Victor Alexandre.
Em março de 2016 se mudou para Orlando, nos Estados Unidos.

## Filmografia
| Ano     | Título                     | Cargo         |
| ------- | -------------------------- | ------------- |
| 1998–99 | Fantasia                   | Apresentadora |
| 1999–02 | Canta e Dança, Minha Gente | Apresentadora |
| 2003–08 | Band Folia                 | Apresentadora |
| 2012–17 | Clube da Alegria           | Apresentadora |

| Ano  | Título           | Personagem |
| ---- | ---------------- | ---------- |
| 1998 | Cinderela Baiana | Carla      |
| 1999 | Xuxa Requebra    | Motogirl   |

## Discografia

### Álbuns de estúdio
| Álbum        | Detalhes                                                                                          |
| ------------ | ------------------------------------------------------------------------------------------------- |
| Algodão Doce | - Lançamento: 9 de junho de 2002 - Formatos: CD, download digital - Gravadora: Cinema Music       |
| Todos Iguais | - Lançamento: 17 de outubro de 2005 - Formatos: CD, download digital - Gravadora: Muralha Records |
| Eletro-Kids  | - Lançamento: 7 de janeiro de 2007 - Formatos: CD, download digital - Gravadora: Cinema Records   |

### Álbuns de vídeo
| Álbum    | Detalhes                                                                                         |
| -------- | ------------------------------------------------------------------------------------------------ |
| Multiokê | - Lançamento: 17 de novembro de 2003 - Formatos: DVD, download digital - Gravadora: Cinema Music |